# Château Perché festival
Château Perché festival est un festival pluridisciplinaire de musique, d'art visuel et d'art contemporain, qui prend place chaque année en France dans un château différent, mais toujours dans le centre de la France. Il a généralement lieu en août sur trois jours et accueille environ 200 artistes locaux et internationaux, aux styles de musique divers allant de la deep house à la techno.

## Histoire
Le Château Perché a été créé en 2015 par l'association auvergnate l'Atrabilaire Amoureuse. Cinq jeunes auvergnats et allemands ont décidé  d'amener dans le centre de la France un festival techno aux allures de fête urbaine berlinoise. À l'origine, leur but était de créer un festival de 24h de musique en continu, d'art visuel et d'art alternatif. En s'associant à plusieurs projets que sont l'association Fédération des arts iridescents et Clito VR, ils font naître le collectif Perchépolis.
Le but du festival est de mettre en relation une culture new wave représentée par la musique électronique et les arts alternatifs, avec le patrimoine français que sont les châteaux anciens. Les styles musicaux parcourent toutes les musiques électroniques, house, deep house, techno, schneckno, et beaucoup d'autres. Les trois premières éditions ont lieu en Auvergne, région dont sont originaires les organisateurs. En effet ces derniers désiraient d'abord animer leur propre région.
Après le large succès de deux éditions de 24h, Perchépolis change de modèle pour passer à trois jours de festival sous forme de deux fois 20h. Voyant que les festivaliers se déplaçaient finalement de toute la France et pas seulement de l'Auvergne, le collectif commence à rechercher ses châteaux à l'extérieur de la région, mais toujours dans la zone appelée communément la diagonale du vide. De plus, c'est à cette période que la région Auvergne fusionne avec la région Rhône-Alpes pour devenir la région Auvergne-Rhône Alpes ; les frontières perdaient alors leur sens, et le principe étant d'animer des lieux plutôt isolés de la culture techno, Perchépolis a préféré se tourner vers le Centre-Val-de-Loire. C'est ainsi que la 4e édition du Château Perché a lieu au Château d'Ainay-le-Vieil, dans le Cher.
Après avoir été empêché par la crise sanitaire, le festival revient en 2022 avec l’objectif d’apporter davantage de qualité et de « créer un espace onirique constant », selon Gabrielle Durand. Pour cette édition, les 5.500 billets se sont vendus en moins de quinze jours. Les organisateurs ont volontairement réduit la jauge et ont beaucoup travailler pour rendre la manifestation vertueuse sur le plan environnemental (favoriser le covoiturage - réduction des déchets,...

## Éditions
Pour sa première édition, le Château Perché a eu lieu dans le château de Chazeron, dans le Puy-de-Dôme (Auvergne), du 15 au 16 août 2015. Le festival comportait 5 scènes à l'intérieur et à l'extérieur du château, et a rassemblé plus de 40 artistes, Milton Bradley, Saiga ou encore Meggy.
En 2016, le collectif Perchépolis décide de faire une édition hivernale en avril au château de Busset dans l'Allier (Auvergne). Cette année là, le collectif décide de s'allier avec Luftschloss, un collectif allemand, qui décore deux scènes sur le festival. Ceci marque le début de nombreuses collaborations avec d'autres collectifs. Une cinquantaine d'artistes étaient présents sur les 6 scènes dans tout le château et sa cour. On pouvait notamment retrouver Kobosil, Fabrizio Lapiana, Mr Nô, Aes Dana, et Madmotormiquel, et du côté des arts contemporains, les festivaliers ont découvert une prestation de bondage.
La même année, pour la 3e édition en août 2016, le Château Perché doit durer trois jours au lieu de 24h, au château de Ravel dans le Puy-de-Dôme (Auvergne),, célèbre par son histoire et pour être le lieu de tournage du film Les choristes. Le festival prend alors de l'ampleur et accueille 150 artistes nationaux et internationaux, dont Roman Poncet, Henning Baer, Teki Latex, Jack de Marseille, ou encore CLFT Militia. Perchépolis fait alors équipe avec le collectif allemand Fernab qui prend en charge la décoration et le booking d'une des 5 scènes du festival, la scène appelée "Le Belvédère".
La 4e édition a lieu les 4, 5 et 6 août 2017, au Château d'Ainay-le-Vieil dans le Cher (Centre-Val de Loire). Perchépolis a étendu ses alliances et une dizaine de collectifs organiseront les 8 scènes du festival et le line up : Wuza, Fernab, Sidi&Co, Rituel, Luftschloss, Louna Vox & William Léon, Camion Bazar, etc. De plus le Château Perché a rencontré les organisateurs du YinYang Music Festival, festival chinois qui a lieu sur la muraille de Chine. Ils ont signé un partenariat sous forme d'échange d'artistes ; parmi les 200 artistes présents à l'édition 2017, une partie viendra donc du festival chinois.
La 5e édition a lieu du 10 au 12 août 2018, au château d'Avrilly à Trévol dans l'Allier,,,,,.
La 6e édition a lieu du 25 au 28 juillet 2019 à l'Arboretum de Balaine à Villeneuve-sur-Allier.
L’édition 2022 a lieu du 7 au 10 juillet 2022 au chateau d’Avrilly dans l’Allier.
L'édition 2023 a lieu du 6 au 9 juillet au Château de Bazoches.
L'édition 2024 a lieu du 27 au 30 juin, pour la seconde fois à L'arboretum de Balaine de Villeneuve-sur-Allier.